# Dimče Belovski
Dimče Belovski (mazedonisch Димче Беловски; * 25. Oktober 1923 in Štip; † 18. Juni 2010 in Skopje) war ein jugoslawischer Diplomat.

## Leben und Karriere
Er war Kämpfer der Jugoslawischen Volksbefreiungsarmee und Teilnehmer der ersten Sitzung des Antifaschistischen Rates der Volksbefreiung Mazedoniens. Des Weiteren war Belovski einer der Direktoren der 1944 von den Partisanen gegründeten mazedonischsprachigen Zeitung Nova Makedonija.
Von 1961 bis 1965 war er jugoslawischer Botschafter in Kanada und von 1976 bis 1979 war Belovski als Botschafter in den Vereinigten Staaten tätig. Darüber hinaus bekleidete er verschiedene politische Ämter, unter anderem als Mitglied der Regierung der SR Mazedonien, als stellvertretender Außenminister Jugoslawiens 1965 bis 1969, sowie als Mitglied des Zentralkomitees (1974–1978) und des Präsidiums (1982–1986) des Bundes der Kommunisten Jugoslawiens.